# Jaskinia Niespodzianka

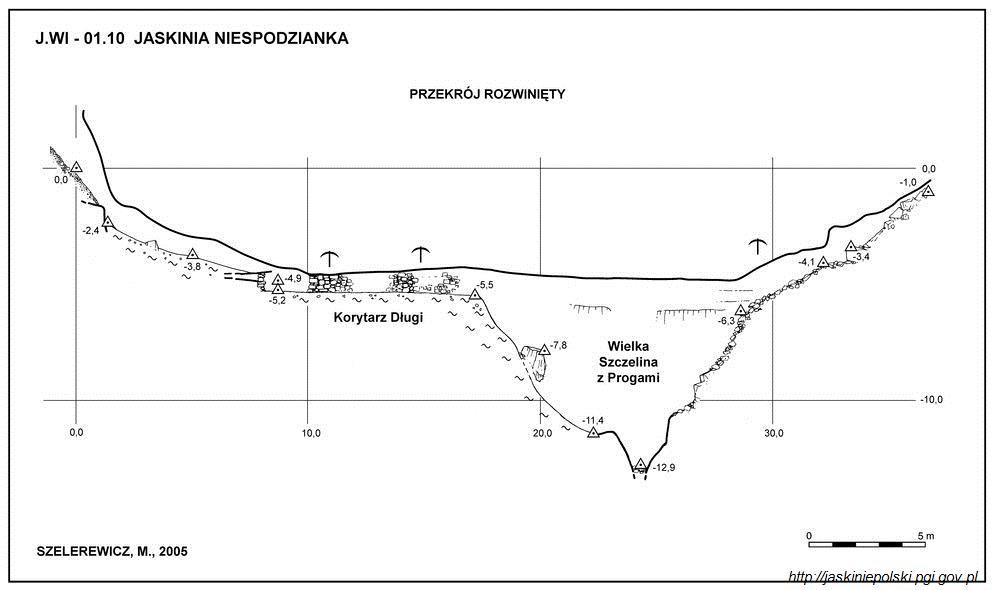
Przekrój jaskini

Jaskinia Niespodzianka – jaskinia o długości 90 metrów w wapiennej Górze Zelce (Jura Wieluńska). Odkryta w 1963 przez Bronisława W. Wołoszyna, zinwentaryzowana przez Adama Szynkiewicza w 1971.

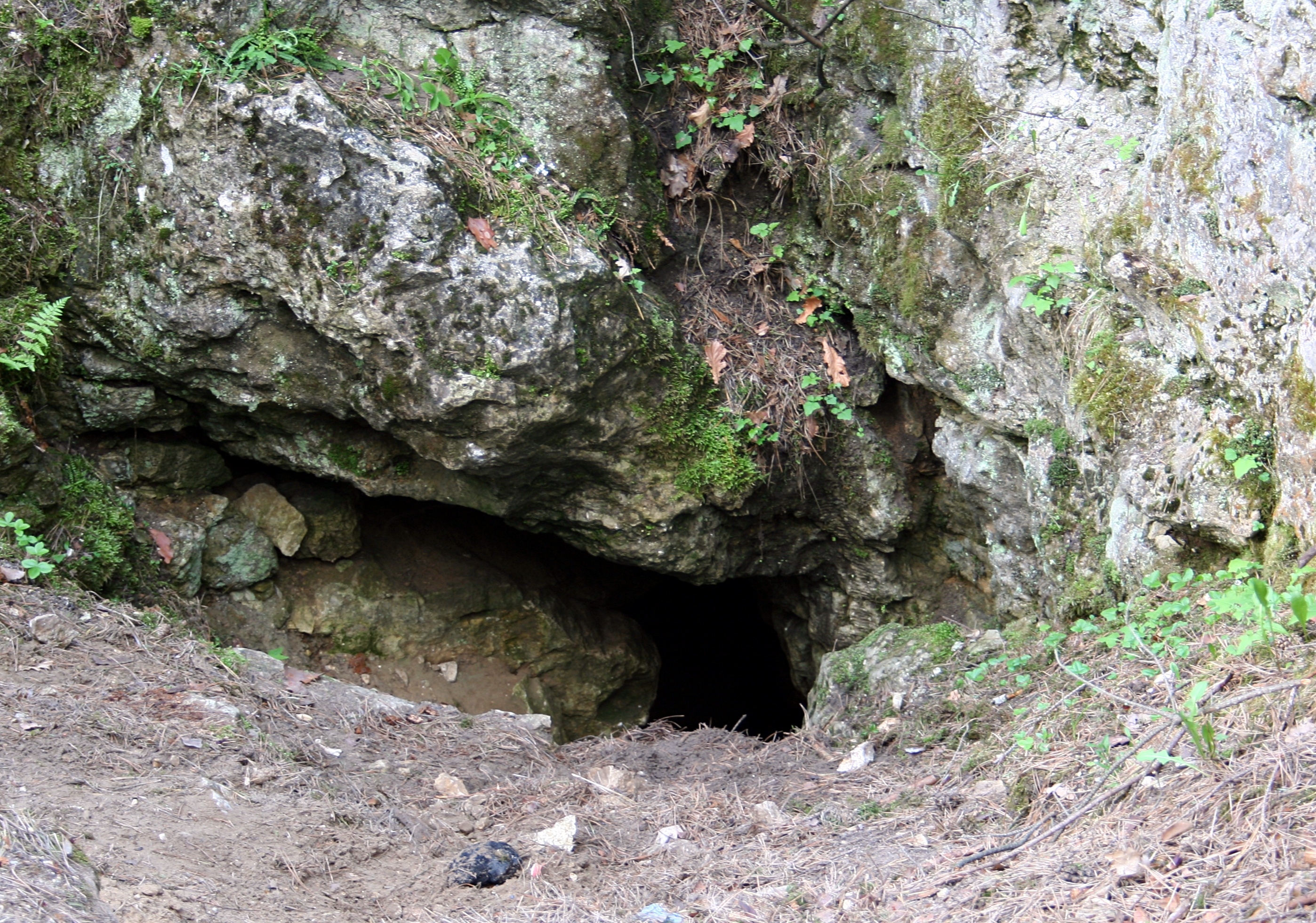
Wejście do jaskini

Od wejścia w głąb jaskini prowadzi opadający, skręcający parokrotnie korytarz, na którego końcu znajduje się komora o wysokości kilku metrów. W jaskini występują drobne formy naciekowe oraz żyły kalcytu, który dawniej był wydobywany, mające charakterystyczny rdzawy kolor, prawdopodobnie pochodzący od rudy darniowej. Eksploatacja kalcytu spowodowała zniszczenia szaty naciekowej oraz powstanie kilku wgłębień i korytarzy.
Jaskinia jest chroniona w ramach rezerwatu przyrody Węże w Załęczańskim Parku Krajobrazowym.